# Strażnice Korpusu Ochrony Pogranicza

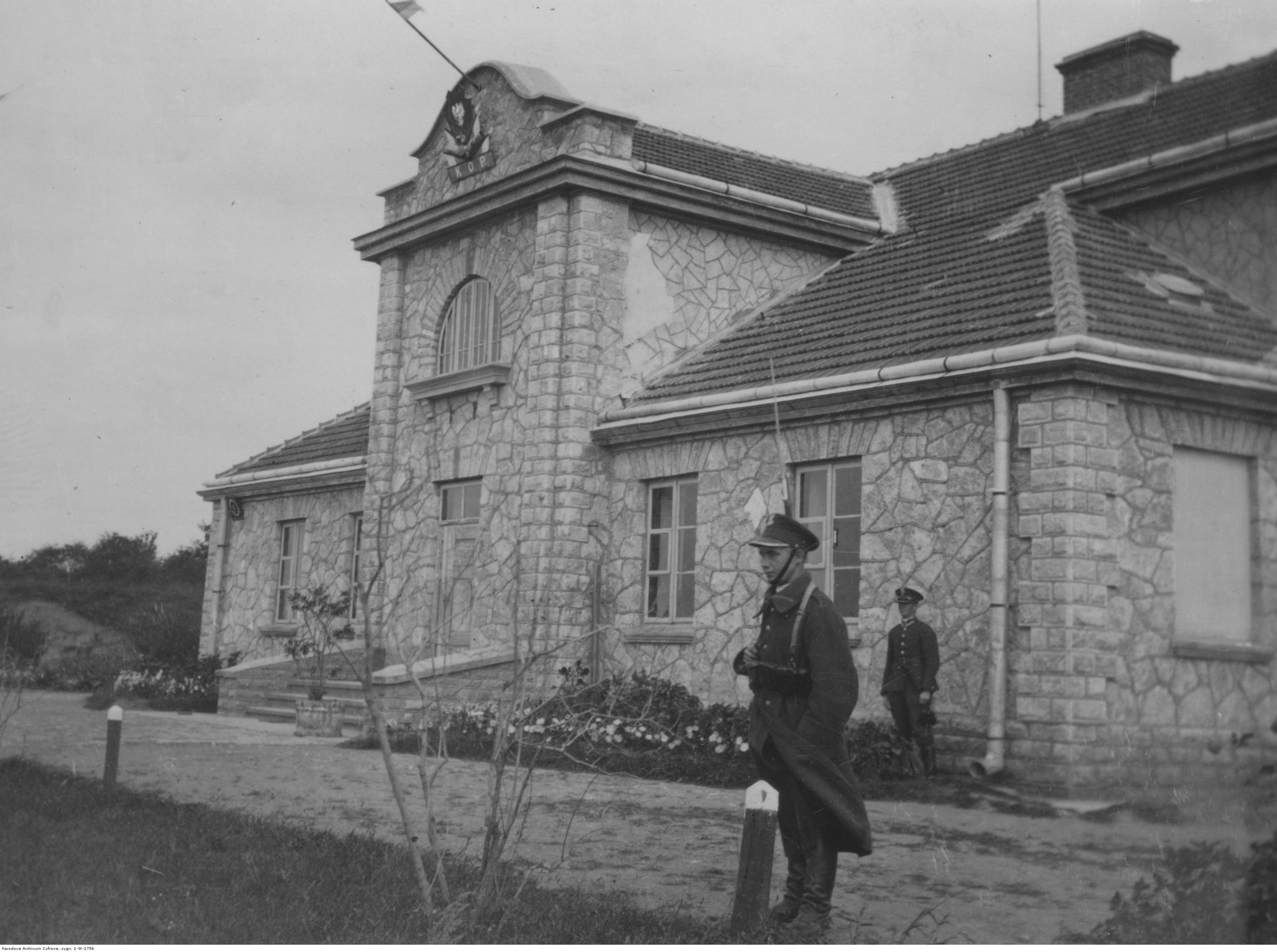
Strażnica KOP na granicy polsko-rumuńskiej

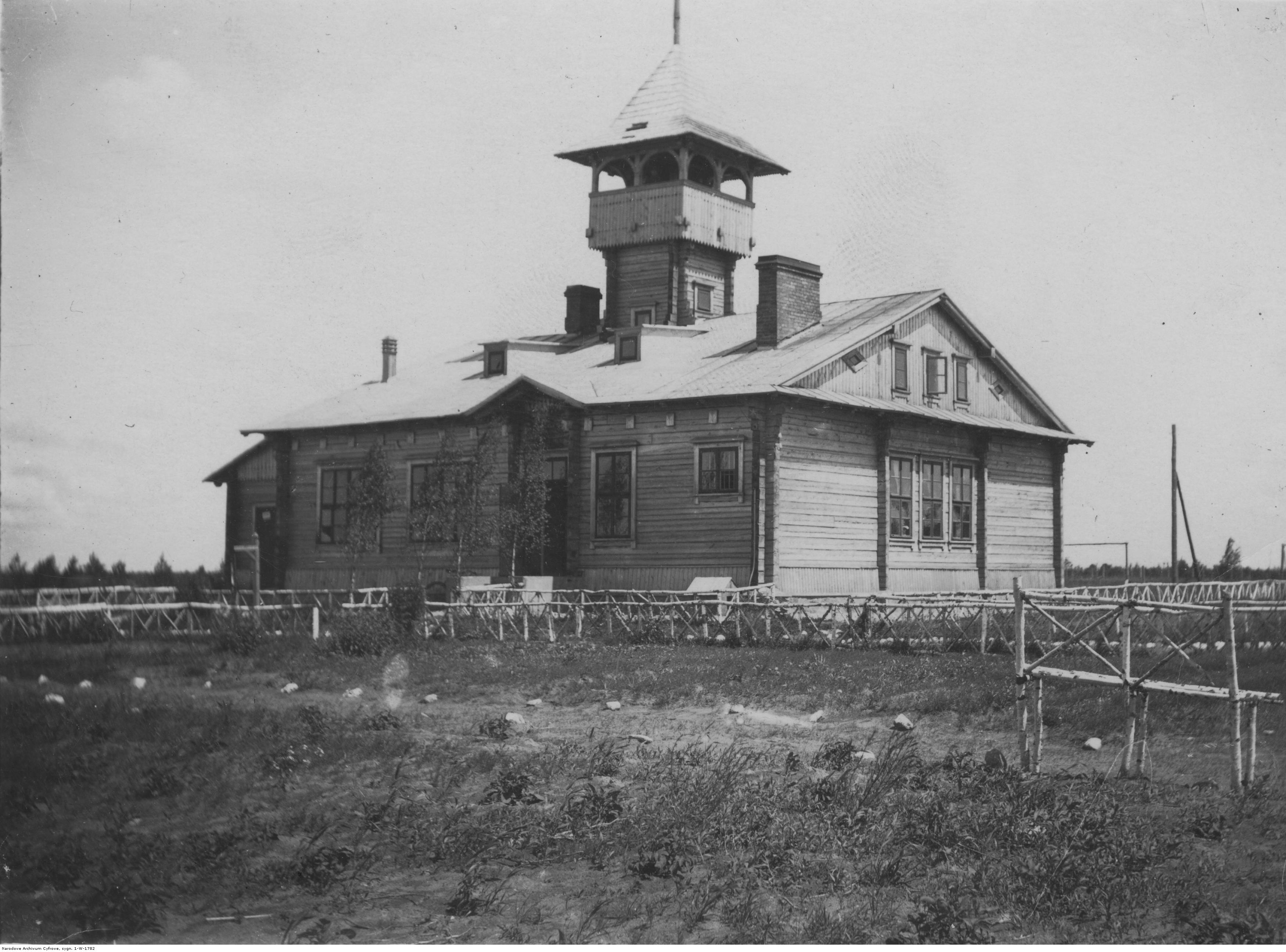
Strażnica KOP „Kamienny Wóz”

Strażnice KOP – podstawowe pododdziały graniczny Korpusu Ochrony Pogranicza.

## Służba graniczna
Strażnice stanowiły pierwszy rzut ugrupowania Korpusu Ochrony Pogranicza. Każda ze strażnic liczyła 18 żołnierzy i rozmieszczona była tuż przy linii granicznej z zadaniem bezpośredniej ochrony granicy. Na dzień 1 grudnia 1927 roku korpus wystawił 352 strażnice.
Przewidziani do  Korpusu Ochrony Pogranicza żołnierze odbywali 6-miesięczne przeszkolenie rekruckie w określonym pułku piechoty. Potem grupa żołnierzy trafiała do kompanii odwodowych na 6 miesięcy. Na następne 12 miesięcy grupa ta z kompanii odwodowych trafiała do plutonów odwodowych kompanii granicznych. Kompanie odwodowe Brygady KOP „Grodno,” pułków „Wilno” i „Sarny” cały swój stan  wysyłały co pół roku wprost na strażnice na okres 12 miesięcy. W batalionach pułku Głębokie (z wyjątkiem batalionu „Słobódka”), pułku „Wołożyn”, brygad „Polesie” i „Podole” oraz batalionu „Krasne” i „Kleck”  cały stan kompanii odwodowych przechodził do plutonów odwodowych kompanii granicznych na okres 6 miesięcy, a następnie na kolejne 6 miesięcy na strażnice. 
Żołnierz na strażnicy powinien być narodowości polskiej, z wykluczeniem elementu pochodzącego z dużych ośrodków robotniczych, posiadać minimum trzy oddziały szkoły powszechnej i reprezentować pożądane wartości moralne i polityczne. załogi strażnic nie brały udziału w koncentracjach, manewrach ani w ćwiczeniach.
Szerokość odcinka ochranianego przez strażnicę określał dowódca batalionu, a głębokość pokrywała się zasadniczo z głębokością strefy nadgranicznej i wynosiła około 6 kilometrów.  Podstawowymi elementami pełnienia służby granicznej były: posterunki obserwacyjno-alarmowe, patrole pogotowia strażnicy, patrole obchodowe dzienne i nocne, zasadzki, posterunki kontrolne, posterunki ochronnej i patrole sprawdzające. W 1937 roku zniesiono posterunki alarmowe.

## Szkolenie na strażnicach
Dowódcę KOP gen. bryg. Henryk Minkiewicz wydał „Tymczasową instrukcję wyszkolenia KOP na rok 1925/1926“. Przewidywała ona codzienne szkolenie na strażnicach w wymiarze minimum dwóch godzin lekcyjnych. Strażnicę należało traktować jako szkołę:
- formalnego szkolenia pojedynczego szeregowca,
- formalnego szkolenia drużyny,
- bojowego szkolenia pojedynczego strzelca,
- polowego szkolenia pojedynczego szeregowca,
- bojowego i polowego szkolenia małych zespołów.

Ponadto w strażnicy prowadzono przymusowe nauczanie analfabetów, pracę kulturalno-oświatową i wychowanie fizyczne.
Program szkolenia dla obsady strażnicy układał dowódca kompanii.

## Wykaz strażnic KOP
W pierwszych latach funkcjonowania KOP istniał jednolity system numerowania strażnic. W 1928 roku odstąpiono do niego  .
Wykaz  strażnic  Korpusu  Ochrony  Pogranicza  jesienią  1931 roku 
| Batalion KOP „Sejny” - Kompania graniczna KOP „Wiżajny” - strażnica KOP „Grzybina” - strażnica KOP „Sudawskie” - strażnica KOP „Wingrany” - strażnica KOP „Kupowo” - Kompania graniczna KOP „Puńsk” - strażnica KOP „Gromadziszki” - strażnica KOP „Krejwiany” - strażnica KOP „Poluńce” - strażnica KOP „Borysówka” - Kompania graniczna KOP „Hołny Wolmera” - strażnica KOP „Hołny Majera” - strażnica KOP „Hołny Wolmera” - strażnica KOP „Budwieć” - Kompania graniczna KOP „Kalety” - strażnica KOP „Stanowisko” - strażnica KOP „Jelinki” - strażnica KOP „Studzianka” - strażnica KOP „Cotta” Batalion KOP „Orany” - Kompania graniczna KOP „Druskienniki” - strażnica KOP „Szabany” - strażnica KOP „Przewałka” - strażnica KOP „Cegielnia” - strażnica KOP „Druskieniki Most” - strażnica KOP „Wiciuny” - Kompania graniczna KOP „Marcinkańce” - strażnica KOP „Uciecha” - strażnica KOP „Wierszeradówka” - strażnica KOP „Puchacze” - strażnica KOP „Mordasowo” - Kompania graniczna KOP „Rudziszki” - strażnica KOP „Miluniszki” - strażnica KOP „Przełaje” - strażnica KOP „Małe Dubno” - strażnica KOP „Dmitrówka” - strażnica KOP „Smolniki” - Kompania graniczna KOP „Wójtowo” - strażnica KOP „Olkieniki” - strażnica KOP „Leśniczówka” - strażnica KOP „Czarne Kowale” - strażnica KOP „Lejpuny” Batalion KOP „Troki” - Kompania graniczna KOP „Rudziszki” - strażnica KOP „Wejksztelańce” - strażnica KOP „Markowszczyzna” - strażnica KOP „Skobsk” - strażnica KOP „Tataryszki” - strażnica KOP „Kotysz” - Kompania graniczna KOP „Rykonty” - strażnica KOP „Podumble” - strażnica KOP „Poniewieża” - strażnica KOP „Kudruny” - strażnica KOP „Miciuny” - strażnica KOP „Józefowo” - strażnica KOP „Zawiasy” - strażnica KOP „Jateluny” Batalion KOP „Niemenczyn” - Kompania graniczna KOP „Orniany” - strażnica KOP „Jankuniszki” - strażnica KOP „Oszaryno” - strażnica KOP „Nikoje” - strażnica KOP „Grzybiańce” - strażnica KOP „Poszakinia” Batalion KOP „Nowe Święciany” - Kompania graniczna KOP „Dukszty” - strażnica KOP „Antonowo” - strażnica KOP „Rytkuniszki” - strażnica KOP „Gajlutyszki” - strażnica KOP „Smołwy” - strażnica KOP „Dulkiszki” - Kompania graniczna KOP „Kołtyniany” - strażnica KOP „Kumielin” - strażnica KOP „Baranowo” - strażnica KOP „Postawiszki” - strażnica KOP „Antoledzie” - strażnica KOP „Kurynie” - strażnica KOP „Łyngmiany” - strażnica KOP „Antołksna” - Kompania graniczna KOP „Ignalino” - strażnica KOP „Mejrany” - strażnica KOP „Soboliszki” - strażnica KOP „Michalino” - strażnica KOP „Dwornopol” - strażnica KOP „Kuraniszki” Batalion KOP „Słobódka” - Kompania graniczna KOP „Druja” - strażnica KOP „Bałuje” - strażnica KOP „Wiktorówka” - strażnica KOP „Druja” - strażnica KOP „Ustrzeż” - Kompania graniczna KOP „Dundery” - strażnica KOP „Olszany” - strażnica KOP „Pawłowszczyzna” - strażnica KOP „Świlemieście” - strażnica KOP „Dumaryszki” - strażnica KOP „Łapiny” - Kompania graniczna KOP „Mieżany” - strażnica KOP „Turmont” - strażnica KOP „Kimborciszki” - strażnica KOP „Nowiki” - strażnica KOP „Marcinkowicze” - strażnica KOP „Marjanowo” - strażnica KOP „Grybieliszki” - strażnica KOP „Plauszkiety” Batalion KOP „Łużki” - Kompania graniczna KOP „Ćwiecino” - (2) strażnica KOP „Czerepy” - (3) strażnica KOP „Kopciowo” - (7) strażnica KOP „Polanka” - (4) strażnica KOP „Siergiejczyki” - Kompania graniczna KOP „Leonpol” - strażnica KOP „Czuryłowo” - strażnica KOP „Grudzinowo” - strażnica KOP „Słoboda” - strażnica KOP „Uzmiany” - Kompania graniczna KOP „Małaszki” - strażnica KOP „Oleszczenica” - strażnica KOP „Hryhorowicze” - strażnica KOP „Powianuszka” - strażnica KOP „Dzisna” Batalion KOP „Podświle” - Kompania graniczna KOP „Czyste” - strażnica KOP „Lipowo” - strażnica KOP „Hornowo Wiercińskie” - strażnica KOP „Hornowo Bartkiewicz” - strażnica KOP „Trościanica” - Kompania graniczna KOP „Dziwniki” - strażnica KOP „Karczemno” - strażnica KOP „Horodek” - strażnica KOP „Osinówka” - strażnica KOP „Jampol” - strażnica KOP „Grazie” - strażnica KOP „Kamienny Wóz” - Kompania graniczna KOP „Prozoroki” - strażnica KOP „Parczyńszczyzna” - strażnica KOP „Łozy” - (10) strażnica KOP „Zahacie” - strażnica KOP „Stelmachowo Wielkie” - strażnica KOP „Cielesze” | Batalion KOP „Budsław” - Kompania graniczna KOP „Dokszyce” - strażnica KOP „Porzecze” - (22) strażnica KOP „Antonopol” - (23) strażnica KOP „Pohulanka” - strażnica KOP „Komajsk” - strażnica KOP „Raszkówka” - Kompania graniczna KOP „Dołhinów” - (28) strażnica KOP „Sołonoje” - (30) strażnica KOP „Milcza” - (31) strażnica KOP „Pohost” - strażnica KOP „Karolin” - Kompania graniczna KOP „Hnieździłów” - strażnica KOP „Smolarnia I” - (26) strażnica KOP „Wiereciejka” - strażnica KOP „Worony” - (28) strażnica KOP „Wardomicze” - Kompania graniczna KOP „Olkowicze” - (33) strażnica KOP „Soczewki” - (34) strażnica KOP „Skoroda” - strażnica KOP „Krągłe” - strażnica KOP „Prudnik” - strażnica KOP „Zaciemień” Batalion KOP „Krasne” - Kompania graniczna KOP „Bakszty Małe” - (41) strażnica KOP „Budźki” - (42) strażnica KOP „Klimonty” - strażnica KOP „Bakszty Wielkie” - (44) strażnica KOP „Radoszkowice” - Kompania graniczna KOP „Bryckie” - strażnica KOP „Borki” - strażnica KOP „Czerwiaki” - (38) strażnica KOP „Łukawiec” - strażnica KOP „Zalesie” - strażnica KOP „Łowcewicze” - Kompania graniczna KOP „Dubrowa” - (45) strażnica KOP „Powiazyń” - (46) strażnica KOP „Hurnowicze” - strażnica KOP „Wiazyń” - (47) strażnica KOP „Szapowały” - (48) strażnica KOP „Polikszty” Batalion KOP „Iwieniec” - Kompania graniczna KOP „Raków” - strażnica KOP „Kuczkuny” - strażnica KOP „Mińska” - (51) strażnica KOP „Pomorszczyzna” - strażnica KOP „Duszków” - Kompania graniczna KOP „Rubieżewicze” - strażnica KOP „Mikulicze” - (62)strażnica KOP „Lichacze” - strażnica KOP „Oleszkowo” - strażnica KOP „Borkowszczyzna” - Kompania graniczna KOP „Stasiewszczyzna” - strażnica KOP „Bardzie” - strażnica KOP „Basmany” - strażnica KOP „Suła” - strażnica KOP „Morozowicze” - Kompania graniczna KOP „Żebrowszczyzna” - (53) strażnica KOP „Zagajno” - (54) strażnica KOP „Wołma” - Żyjówka - (55) strażnica KOP „Joachimowo” - strażnica KOP „Morgi” Batalion KOP „Stołpce” - Kompania graniczna KOP „Kołosowo” - (65) strażnica KOP „Samochwały” - (66) strażnica KOP „Kołosowo” - (67) strażnica KOP „Smolarnia” - (68) strażnica KOP „Swierynowo” - Kompania graniczna KOP „Mikołajewszczyzna” - (69) strażnica KOP „Ługowate” - (70) strażnica KOP „Iłowo” - strażnica KOP „Las Połośniański” - (72) strażnica KOP „Połośnia” - Kompania graniczna KOP „Siejłowicze” - strażnica KOP „Buzuny” - (74) strażnica KOP „Żurawy” - strażnica KOP „Juszewicze” - (75a) strażnica KOP „Lesuny” - (76) strażnica KOP „Sołtanowszczyzna” Batalion KOP „Kleck” - Kompania graniczna KOP „Chominka” - (133) strażnica KOP „Kuncowszczyzna” - (134) strażnica KOP „Helenowo” - (135) strażnica KOP „Morocz” - (136) strażnica KOP „Kołki” - Kompania graniczna KOP „Lubieniec” - (81) strażnica KOP „Korzeniowszczyzna” - (82) strażnica KOP „Wielka Bałwań” - (83) strażnica KOP „Jodczyce” - (84) strażnica KOP „Ciecierowiec” - Kompania graniczna KOP „Smolicze” - (77) strażnica KOP „Łozowicze” - (78) strażnica KOP „Marysin” - (79) strażnica KOP „Połowkowicze” - (80) strażnica KOP „Cyckowicze” - (80a) strażnica KOP „Lecieszyn” Batalion KOP „Ludwikowo” - Kompania graniczna KOP „Pieszczanka” - strażnica KOP „Wilk” - strażnica KOP „Mysino” - strażnica KOP „Wiejno” - strażnica KOP „Dobre” - Kompania graniczna KOP „Przewłoka” - strażnica KOP „Belina” - strażnica KOP „Nowy Rożan” - strażnica KOP „Wołma” - strażnica KOP „Borowa” - Kompania graniczna KOP „Rachowicze” - strażnica KOP „Zagorje” - strażnica KOP „Chutor Rachowicze” - strażnica KOP „Chutor Jaśkowickie” - strażnica KOP „Jaśkowicze” - strażnica KOP „Wielki Las” Batalion KOP „Sienkiewicze” - Kompania graniczna KOP „Grabów” - strażnica KOP „Morocz” - strażnica KOP „Chutor Morockie” - strażnica KOP „Grabów” - strażnica KOP „Milewicze” - strażnica KOP „Riasto” - Kompania graniczna KOP „Lenin” - strażnica KOP „Zalutycze” - strażnica KOP „Jowicze” - strażnica KOP „Lenin Most” - strażnica KOP „Jelno” - strażnica KOP „Budy” - Kompania graniczna KOP „Pieszczaniki” - strażnica KOP „Rudnia” - strażnica KOP „Most Kolejowy” - strażnica KOP „Zaprosie” - strażnica KOP „Wilcza” Batalion KOP „Dawidgródek” - Kompania graniczna KOP „Chutory Merlińskie” - strażnica KOP „Chutor Tejca” - (167) strażnica KOP „Brzoza” - strażnica KOP „Borek” - strażnica KOP „Rubryń” - Kompania graniczna KOP „Kołki” - strażnica KOP „Kruźnica” - (171) strażnica KOP „Łuczyna” - (172) strażnica KOP „Chrapuń” - (173) strażnica KOP „Dubok” - Kompania graniczna KOP „Olhomel” - strażnica KOP „Prypeć” - strażnica KOP „Jezioro” - strażnica KOP „Maleszewo” - strażnica KOP „Tołmaczewo” - strażnica KOP „Łutki Wieś” | Batalion KOP „Rokitno” - Kompania graniczna KOP „Białowiż” - (179) strażnica KOP „Kupiel” - (180) strażnica KOP „Musznia” - (181) strażnica KOP „Białowiż” - (182) strażnica KOP „Żelechowo” - strażnica KOP „Osetyszcze” - Kompania graniczna KOP „Ostki” - (184) strażnica KOP „Serebranka” - (185) strażnica KOP „Dubno” - strażnica KOP „Budki Snowidowickie” - (187) strażnica KOP „Ostrówek” - strażnica KOP „Dobry Ostrówek” - (189) strażnica KOP „Jamcowa Niwa” - Kompania graniczna KOP „Wojtkiewicze” - (174) strażnica KOP „Somity” - (175) strażnica KOP „Budki Wojtkiewickie” - (176 Futor Siedlecki) strażnica KOP „Wysoczyczyn” - (177) strażnica KOP „Dwór” (Wojtkiewicki) - (178) strażnica KOP „Zakletne” Batalion KOP „Bereźne” - Kompania graniczna KOP „Bielczaki” - strażnica KOP „Berezówka” - strażnica KOP „Astrachanka” - strażnica KOP „Ujście” - strażnica KOP „Frankopol” - Kompania graniczna KOP „Borowe” - strażnica KOP „Chutor Zachara” - strażnica KOP „Dermanka” - (192) strażnica KOP „Chutor Chwalisów” - (193) strażnica KOP „Krzemień” - (22) Kompania graniczna KOP „Lewacze” - strażnica KOP „Siwki” - strażnica KOP „Pomiary” - (87) strażnica KOP „Nowa Huta” - (88) strażnica KOP „Korecka Huta” Batalion KOP „Hoszcza” - Kompania graniczna KOP „Hołyczówka” - (93) strażnica KOP „Storożów” - (94) strażnica KOP „Kobyla” - (95) strażnica KOP „Morozówka” - (95a) strażnica KOP „Chutor Monastyrskie” - Kompania graniczna KOP „Korzec” - (96) strażnica KOP „Cukrownia” (Korzec) - (97) strażnica KOP „Parfimy” - (98) strażnica KOP „Krale” - (99) strażnica KOP „Babin” - Kompania graniczna KOP „Sapożyn” - (100) strażnica KOP „Bogdanówka” - (101) strażnica KOP „Czernica” - (103?) strażnica KOP „Chutor Kryłowskie” - (104) strażnica KOP „Chutor Paszuki” Batalion KOP „Ostróg” - Kompania graniczna KOP „Hłuboczek” - (105) strażnica KOP „Majków” - (106) strażnica KOP „Borszczówka” - (107) strażnica KOP „Kuraż” (Frydand) - (108) strażnica KOP „Baranówka” - (28) Kompania graniczna KOP „Kurhany” - (109a) strażnica KOP „Marjanówka” - (109) strażnica KOP „Moszczanica” - (110) strażnica KOP „Badówka” - (111) strażnica KOP „Wielbowno” - (112) strażnica KOP „Ostróg” - Kompania graniczna KOP „Nowomalin” - (113) strażnica KOP „Bór” - (114) strażnica KOP „Stójło” - (115) strażnica KOP „Bołotkowce” - (116) strażnica KOP „Lachów” Batalion KOP „Dederkały” - Kompania graniczna KOP „Białozórka” - strażnica KOP „Ośniki” - strażnica KOP „Mołotków” - strażnica KOP „Brzezina” - strażnica KOP „Konfederacja Barska” - Kompania graniczna KOP „Bykowce” - strażnica KOP „Konowica” - strażnica KOP „Sadki” - strażnica KOP „Brzezina I” - strażnica KOP „Szkrobotówka” - strażnica KOP „Radoszówka” - (32) Kompania graniczna KOP „Łanowce” - strażnica KOP „Michałówka” - strażnica KOP „Juśkowce” - strażnica KOP „Grzybowa” - strażnica KOP „Kozaczki” - Kompania graniczna KOP „Malinów” - strażnica KOP „Wilia” - strażnica KOP „Zakoty” - strażnica KOP „Chodaki” - strażnica KOP „Bołożówka” Batalion KOP „Skałat” - Kompania graniczna KOP „Kałaharówka” - strażnica KOP „Kozina” - strażnica KOP „Kałaharówka” - strażnica KOP „Kręciłów” - strażnica KOP „Postołówka” - Kompania graniczna KOP „Osowik” - strażnica KOP „Rożyska” - strażnica KOP „Tarnoruda” - strażnica KOP „Łuka Mała” - strażnica KOP „Kokoszyńce” - Kompania graniczna KOP „Podwołoczyska” - strażnica KOP „Dorofijówka” - strażnica KOP „Podwołoczyska” - strażnica KOP „Mysłowa” - strażnica KOP „Orzechowiec” - Kompania graniczna KOP „Toki” - strażnica KOP „Białozórka” - strażnica KOP „Palczyńce” - strażnica KOP „Toki” - strażnica KOP „Prosowce” Batalion KOP „Kopyczyńce” - Kompania graniczna KOP „Husiatyń” - strażnica KOP „Dziewicz” - strażnica KOP „Trybuchowce” - strażnica KOP „Olchowczyk” - strażnica KOP „Husiatyn” - strażnica KOP „Bednarówka” - Kompania graniczna KOP „Kociubińczyki” - strażnica KOP „Szydłowce” - strażnica KOP „Zielona” - strażnica KOP „Siekierzyńce Płn.” - strażnica KOP „Siekierzyńce Płd.” - Kompania graniczna KOP „Skała” - strażnica KOP „Zbrzyż” - strażnica KOP „Skała” - strażnica KOP „Bereżanka” - strażnica KOP „Trójca” Batalion KOP „Borszczów” - Kompania graniczna KOP „Boryszkowce” - strażnica KOP „Boryszkowce” - strażnica KOP „Wygoda Boryszkowiecka” - strażnica KOP „Okopy św. Trójcy” - strażnica KOP „Bielowce” - strażnica KOP „Wołkowce” - Kompania graniczna KOP „Kudryńce” - strażnica KOP „Zalesie” - strażnica KOP „Nowosiółka” - strażnica KOP „Zielona” - strażnica KOP „Kudryńce” - strażnica KOP „Zawale” - Kompania graniczna KOP „Korolówka” - strażnica KOP „Mielnica” - strażnica KOP „Uście Biskupie” - strażnica KOP „Kołodróbka” - strażnica KOP „Sinków” - strażnica KOP „Gródek” - strażnica KOP „Bedrykowce” - strażnica KOP „Zaleszczyki” - strażnica KOP „Pieczarna” - Kompania graniczna KOP „Turylcze” - strażnica KOP „Puklaki” - strażnica KOP „Załucze” - strażnica KOP „Niwra” |

### Strażnice 1 pułku piechoty KOP „Karpaty”
Na początkach 1939 roku 1 pułk piechoty KOP „Karpaty” przejął od Straży Granicznej odcinek granicy polsko-węgierskiej. Pułk obsadził następujące strażnice:
| batalion KOP „Delatyn” - strażnica KOP „Howerla” - strażnica KOP „Woronienka” - strażnica KOP „Jabłonica” - strażnica KOP „Polanica” - strażnica KOP „Rafajłowa” - strażnica KOP „Huta” - strażnica KOP „Osmołoda” - strażnica KOP „Beskid Klauza” - strażnica KOP „Wyżków” - strażnica KOP „Saneczów” | batalion KOP „Skole” - strażnica KOP „Jelenkowata” - strażnica KOP „Chaszczowanie” - strażnica KOP „Oporzec” - strażnica KOP „Wyżłów” - strażnica KOP „Żupanie” - strażnica KOP „Klimiec” - strażnica KOP „Krywka” - strażnica KOP „Libuchora” - strażnica KOP „Butla” - strażnica KOP „Sianki” - strażnica KOP „Beniowa” |